# NGC 2872
NGC 2872 је елиптична галаксија у сазвежђу Лав која се налази на NGC листи објеката дубоког неба.
Деклинација објекта је + 11° 25' 58" а ректасцензија 9h 25m 42,9s. Привидна величина (магнитуда) објекта NGC 2872 износи 11,9 а фотографска магнитуда 12,9. Налази се на удаљености од 51,012 милиона парсека од Сунца. NGC 2872 је још познат и под ознакама UGC 5018, MCG 2-24-8, CGCG 62-33, ARP 307, KCPG 202A, PGC 26733.